# روبيرتو كابي
روبيرتو كابي إي يورينتي (بالإسبانية: Ruperto Chapí y Lorente) هو ملحن إسباني ولد في يوم 27 مارس 1851 في بلدة بليانة في منطقة بلنسية في إسبانيا من فالنسيا. تلقى تعليمه في مدريد. تعلم على يد إميليو أريتا برفقة توماس بريتون. أصبح أحد أشهر الملحنين في إسبانيا في ذلك الوقت. أشهر أعماله هو لا ريفولتسا في سنة 1897. توفي في مدريد في يوم 25 مارس 1909.